# 蓼科スカイライン

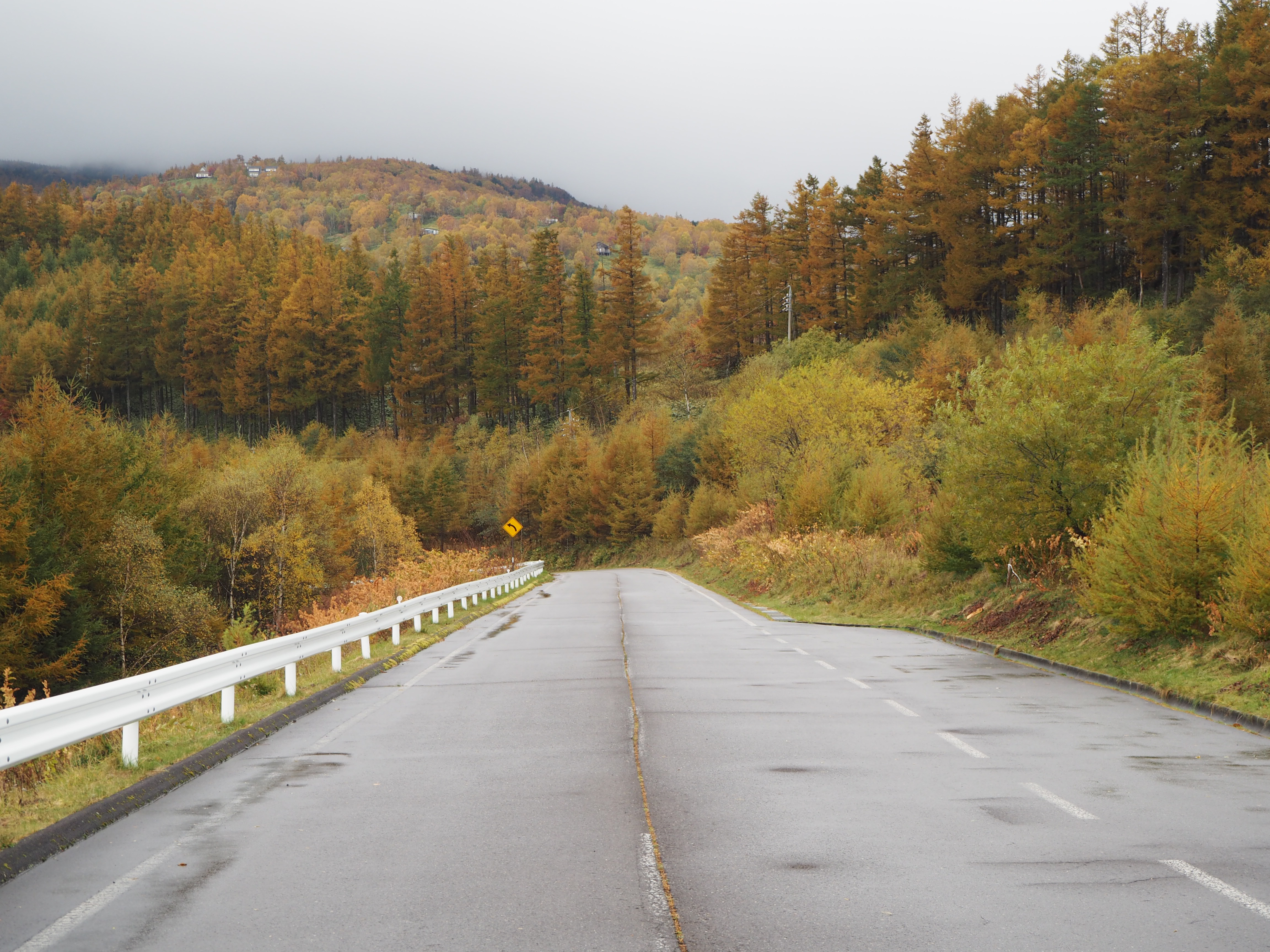
蓼科スカイライン（佐久市内、2015年10月）

蓼科スカイライン（たてしなスカイライン）は長野県の佐久市と立科町にまたがる山岳道路の愛称であり、蓼科山の北麓を通る。

## 概要
佐久市の林道大河原線、林道唐沢線、立科町道夢の平線からなる延長36.8kmの道路である。佐久市側の端は洞源湖、立科町側の端は女神湖で、全線無料通行可である。最高地点は大河原峠。